# Asarum kurosawae
Asarum kurosawae là một loài thực vật có hoa trong họ Aristolochiaceae. Loài này được Sugim. mô tả khoa học đầu tiên năm 1968.